# DJ Dean
DJ Dean, pseudonimo di Martin Schmidt (Amburgo, 25 ottobre 1975), è un disc-jockey e producer tedesco.
Conosciuto nella musica hard trance e euro trance è anche producer e dj resident del club Tunnel di Amburgo, in Germania. Ha fondato l'etichetta discografica trance tedesca Tunnel Records con la quale ha pubblicato compilation trance/hard trance di successo sotto la Tunnel Trance Force e la Dj Networx (entrambe parte della Tunnel Records).
Inoltre è conosciuto anche con l'alias di Angel Beats, Barbarez, Balla Nation, Bettnasser, Energy Flash, The Fall, Impegement Syndrom, Marty Schmidt, Martynes, Power Play, Silver Liquid, Star Burst, Treibbeat, Van Nilson.

## Biografia
DJ Dean raggiunse una certa popolarità nel 1992, all'età di 17 anni, quando divenne molto conosciuto nella scena dei club di Amburgo con la musica hardcore e gabber. Dopo aver suonato al Time Tunnel Rave nel 1995, divenne dj resident del famoso club Tunnel ad Amburgo. Nel 1997 preparò il suo studio dove produsse il suo primo progetto in cooperazione con la Sony Music Media (divisione della Sony Music Entertainment), un mix dal nome Tunnel Trance Force. Questo mix fu un tale successo che molte altre compilation con lo stesso nome Tunnel Trance Force furono realizzate, non meno di 46 sequel in più di un decennio. A questo seguì il suo terzo album solista, Protect Your Ears, sotto l'etichetta Tunnel Records.
La sua Trance Club Tunnel arrivò nella top 10 della Media Control Charts. Altre pubblicazioni di successo sono stati i maxi vinili Protect Your Ears, Play It Hard, It's A Dream e Ballanation. Anche il suo progetto Das Licht è molto conosciuto nella scena trance.

## Discografia

### Album
- Balla Nation The First Album (2000)
- Balla Nation Episode 2 (2002)
- Protect Your Ears (2003)
- Eye Of A Champ (2006)
- The Projects (2008)
- Double Trouble (2011)

### E.P.
- Deluxe E.P. (2001)
- Dean Project's E.P. (2006)
- Club Analysis E.P. (2007)
- Eye Of Champ E.P. (2007)
- The Projects E.P. (2009)
- Next Step E.P. (2012)

### Singoli
- Darkness (1997)
- Friday Night (1997)
- House Nation (1997)
- It's True (1997)
- Energy (1998)
- Trust Me (1998)
- Looking So Good (1999)
- What's Wrong (1999)
- Ballanation (2000)
- Balla Nation Episode 2 (2002)
- Play It Hard (2002)
- Protect Your Ears (2003)
- Ballanation 2004 (2004)
- It's A Dream (2004)
- It's A Dream / Planet Earth (2004)
- Ballanation No.4 (2005)
- Music Is My Life (2005)
- If I Could Be You (2006)
- Kick Da Bass (2006)
- Kick Off (2006)
- Music Is My Life (2006)
- Dreamworld (2007)
- Euphoria (2007)
- Going Nowhere (2008)
- Powersystem (2008)
- Nobody Ever Knows Any More (con DJ Space Raven) (2010)

### Remix
- Abmarsch (1997)
- Another Dimension (1997)
- I Know You're Out There (1998)
- Living In A Dream (1998)
- Let There Be Light (1998)
- The Access Of Trance (1998)
- Kiss (1999)
- Take Off! (1999)
- The Temple Of House (1999)
- Nevermore (2000)
- What's Up? (2001)
- Let Your Mind Fly (2001)
- Loose My Mind (2001)
- Deine Welt (2002)
- Don't Cry (2002)
- Into Your Eyes (2002)
- Ready For This? (2002)
- The Frequency (2002)
- Energizer 2002 (2002)
- Sky Is The Limit (2002)
- I Lose My Mind (2003)
- Das Omen (2003)
- Hardhouz Generation (2003)
- Taste Of Summer (2003)
- You Make My Dreams (2004)
- What's Up (2004)
- All Her Fears (2005)
- Born To Dance (2005)
- Love U More (2005)
- Por Que No (2005)
- Tranceformation (2005)
- All Her Fears (2005)
- Traveller (2005)
- The Fear (2005)
- Traum (2006)
- Stand Up! (2006)
- Angels Fly (2007)
- Hungry Animal (2007)
- Rock The Bass (2008)
- Trancemission (2008)
- Sunrise (2008)
- Laurent's Song (2008)
- Flug Auf Dem Glücksdrachen (2008)
- This Beat Is What You Need (2009)